# もらとりあむタマ子
『もらとりあむタマ子』（もらとりあむタマこ）は、2013年11月23日公開の日本映画。監督は山下敦弘、主演は前田敦子。東京の大学を出たものの、父親がひとりで暮らす甲府の実家に戻ってきて就職もせず、家業も手伝わず、ただひたすらに食っちゃ寝の毎日を送る23歳のタマ子が、やがてわずかな一歩を踏み出すまでの1年を追う。第18回釜山国際映画祭出品。
もともとはMUSIC ON! TVの季節ごとのステーションIDの企画とした15秒と30秒の映像作品としてスタートし「秋の日のタマ子」「冬の日のタマ子」が作られた。その後短編ドラマ「秋と冬のタマ子」を経て「春の日のタマ子」「夏の日のタマ子」も制作された後、長編映画化された（「秋と冬のタマ子」の内容はすべて映画に含まれている）。

## ストーリー
秋。「甲府スポーツ」の店主、父から、夕食時にキレられる。「いつになったら就職活動するんだ！」「その時が来たら動く！少なくとも、今じゃない。」店に来た近所の写真館の息子、中学一年生の仁（ひとし）が唯一の友達になる。
冬。仁に彼女ができる。大晦日の夜、よし子（父の兄の妻）がおせち料理を届けてくれる。父が作ったそばを一緒に食べ、父と別れて東京で暮らしている母の噂話をする。結婚している姉が帰省してくる。
春。ダイエットをはじめた。髪を切った。ちゃんとした服を買ってもらった。履歴書を書いた。喜んだ父が腕時計を買ってくれた。仁にこっそり撮ってもらった写真が、実はオーディションを受けるためだったとみんなにバレて、恥ずかしさでパニックになる。もう全部やめる！お団子をやけ食いする。
夏。地元の同級生とばったり会う。気後れして敬語を使ってしまう。父がアクセサリー教室の講師、曜子と見合いをしたことを知って動揺する。仁をスパイとして送り込んだが物足りず、自分がアクセサリー教室に潜入する。直接話をすると「いい人」であった。自分が善次の娘で、モラトリアムであることも見抜かれてしまった。お父さん再婚するかもよ、と母に電話すると、そんなことよりタマ子、自分の生活をちゃんとしなさい、と説教される。ついに父からも、タマ子、夏が終わったらこの家出ていけ、と言われる。夏の終わり、仁の恋は「自然消滅」したらしい。タマ子の行き先はまだ決まっていないが、父の店を手伝い、家事をするようになっていた。

## キャスト
- 坂井タマ子 - 前田敦子
- 坂井善次（父） - 康すおん
- 仁（ひとし、中学生） - 伊東清矢
- 仁のガールフレンド - 奈良木未羽
- 仁の母 - 萩原利映
- 仁の父、写真館の主人 - 吉田亮
- 賀川舞亜（声の出演）
- 細江祐子（声の出演）
- マキコ（タマ子の同級生） - 藤村聖子
- ユッコ（マキコの友人） - 伊藤沙莉
- 善次の友人（僧侶） - 林和義
- 高校生 - 田中慎也
- 高校生 -山内健司
- 高校生 -服部竜三郎
- 佐田明（声の出演）
- 坂井啓介 - 鈴木慶一
- 坂井よし子 - 中村久美
- 曜子 - 富田靖子

## スタッフ
- 監督 - 山下敦弘
- 脚本 - 向井康介
- 主題歌 - 星野源「季節」
- 撮影 - 芦澤明子、池内義浩
- 照明 - 永田英則、原由巳
- 美術 - 安宅紀史
- 録音・整音 - 岩丸恒
- 録音 - 中山隆匡、小宮元
- 編集 - 佐藤崇
- サウンドロゴデザイン - 池永正二（あらかじめ決められた恋人たちへ）
- プロデューサー - 齋見泰正、根岸洋之
- 制作プロダクション - マッチポイント
- 製作 - エムオン・エンタテインメント、キングレコード
- 配給 - ビターズ・エンド

## 封切り
2013年11月23日に新宿武蔵野館他、全国4館で封切られ、順次全国へ拡大。公開3週目となる12月7日、8日のミニシアターランキング（興行通信社調べ）で5位にランクイン。翌週12月14、15日のランキングでも同様に5位にランクインした。

## 受賞
- 第87回キネマ旬報ベスト・テン
  - 日本映画ベスト・テン 第9位
- 2013年映画芸術日本映画ベストテン 第6位[5]
- 第23回日本映画プロフェッショナル大賞 主演女優賞（前田敦子）[6]

## 関連商品
- 『シナリオ』2013年12月号（シナリオ作家協会） - シナリオおよび向井康介インタビューを掲載